# Gudhems kyrka

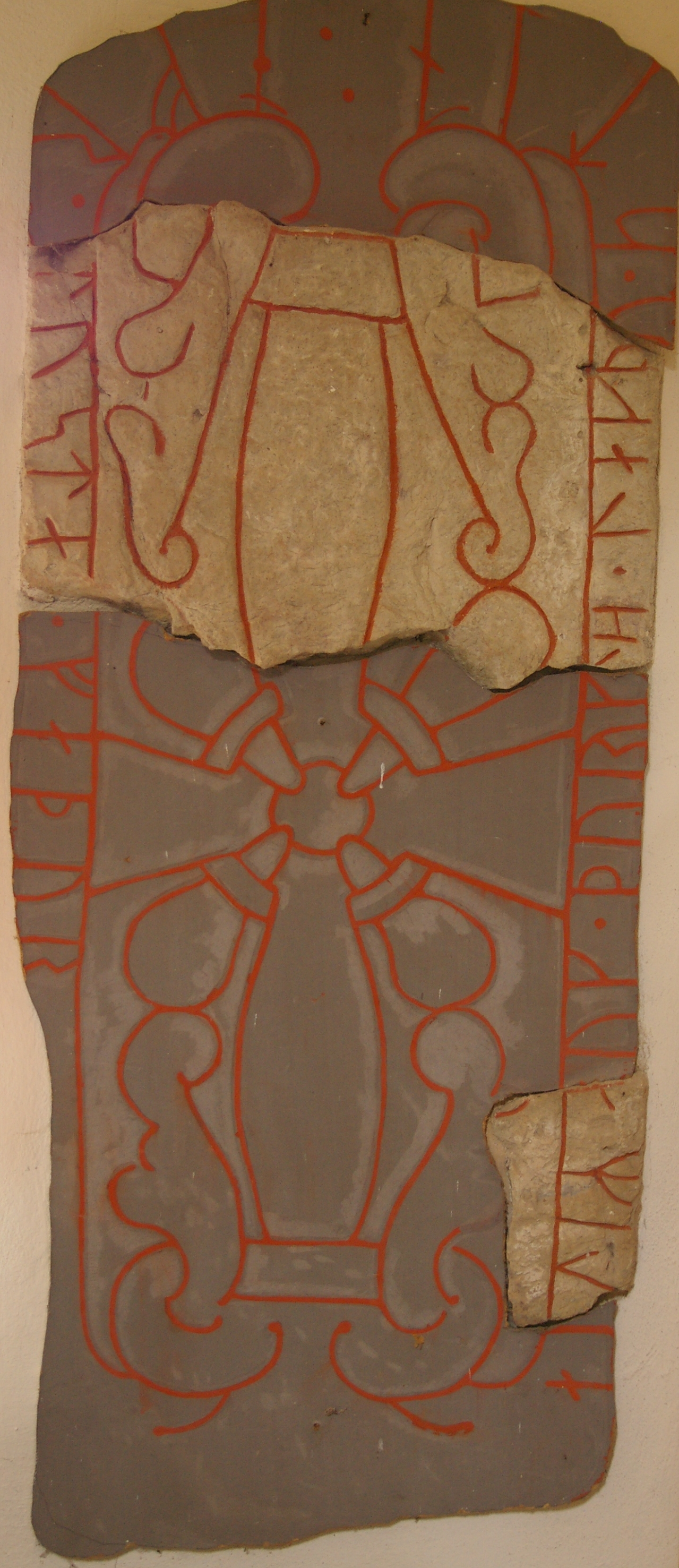
Runsten Vg 87 i vapenhuset

Gudhems kyrka är en kyrkobyggnad som tillhör Gudhems församling i Skara stift. Den ligger i Gudhem i norra delen av Falköpings kommun.

## Historik
Kyrkan byggdes efter grundandet av Gudhems kloster, någon gång mellan 1160 och 1200. Kyrkan som är byggd av sten hade ursprungligen ett smalare, rakslutet kor, vilket revs när kyrkan förlängdes mot öster 1811-1815. Kyrkan stod i sitt ursprungliga skick fram till 1560-talet, då den plundrades och brändes. I mitten på 1600-talet uppfördes ett gravkor för släkten Kafle-Soop, men detta revs vid renoveringen i början av 1800-talet.
Tornet byggdes under en omfattande restaurering 1900.
Interiören restaurerades 1951-1952. Den omgestaltades och en ny sakristia tillbyggdes i norr 1979. Korfönstret har en glasmålning av Harald Lindberg.

### Runstenar
I Gudhems vapenhus finns två runstenar. En av dem bär inskriptionen "Ölver och Torgils gjorde stenen för Toste, sin fader."